# Lichtspaltverfahren

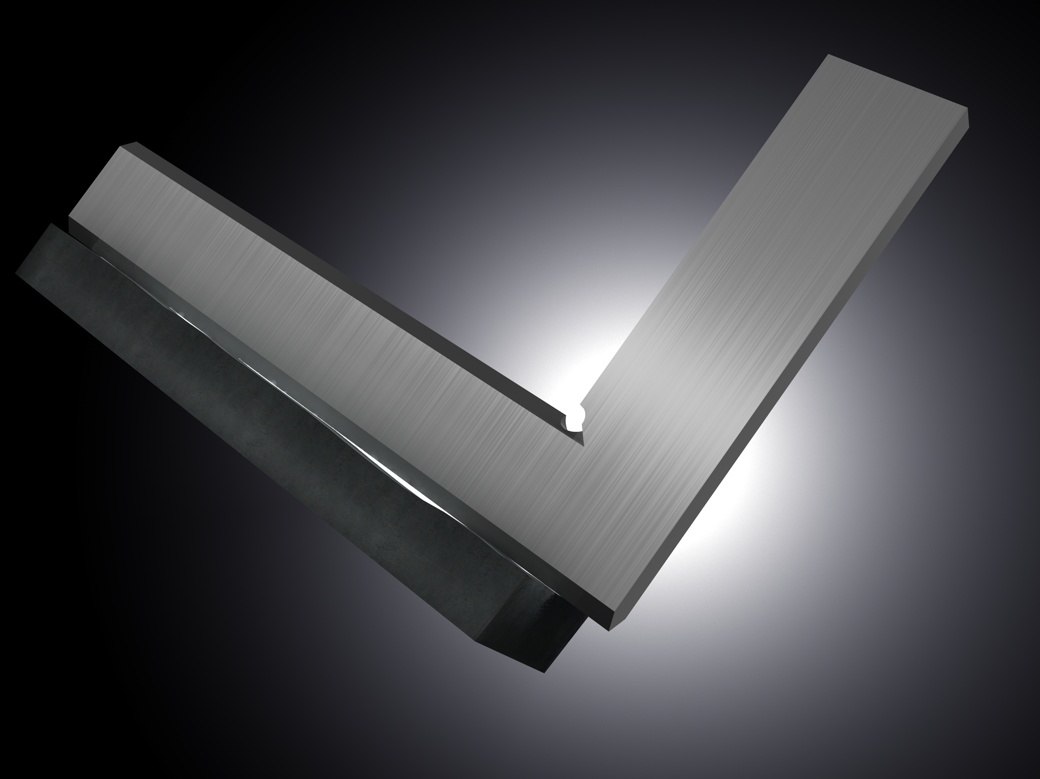
Deutlich erkennbar ist das zwischen Haarwinkel und Auflage durchdringende Licht

Das Lichtspaltverfahren ist die Bezeichnung für ein Prüfverfahren, welches häufig beim Prüfen der Form von Werkstücken mittels Lehren zum Einsatz kommt.
Zur Prüfung der Form wird eine Lehre mit der negativen Sollform an das Werkstück gehalten und beides gegen eine Lichtquelle betrachtet. Das Werkstück wird für gut befunden, wenn kein Spalt zwischen Lehre und Werkstück existiert, durch den Licht dringt.  Bei guter Beleuchtung sind Abweichungen ab 0,002 Millimeter zu erkennen.
Sollte das Werkstück noch nicht die gewünschte Sollform haben, ist häufig an den Auflagestellen zu erkennen, wo Material entfernt werden muss.
Einfachstes Beispiel ist die Prüfung einer ebenen Fläche mittels eines Haarlineales. Ein weiteres Beispiel für die Prüfung nach dem Lichtspaltverfahren sind Radiuslehren.